# Miss Europa

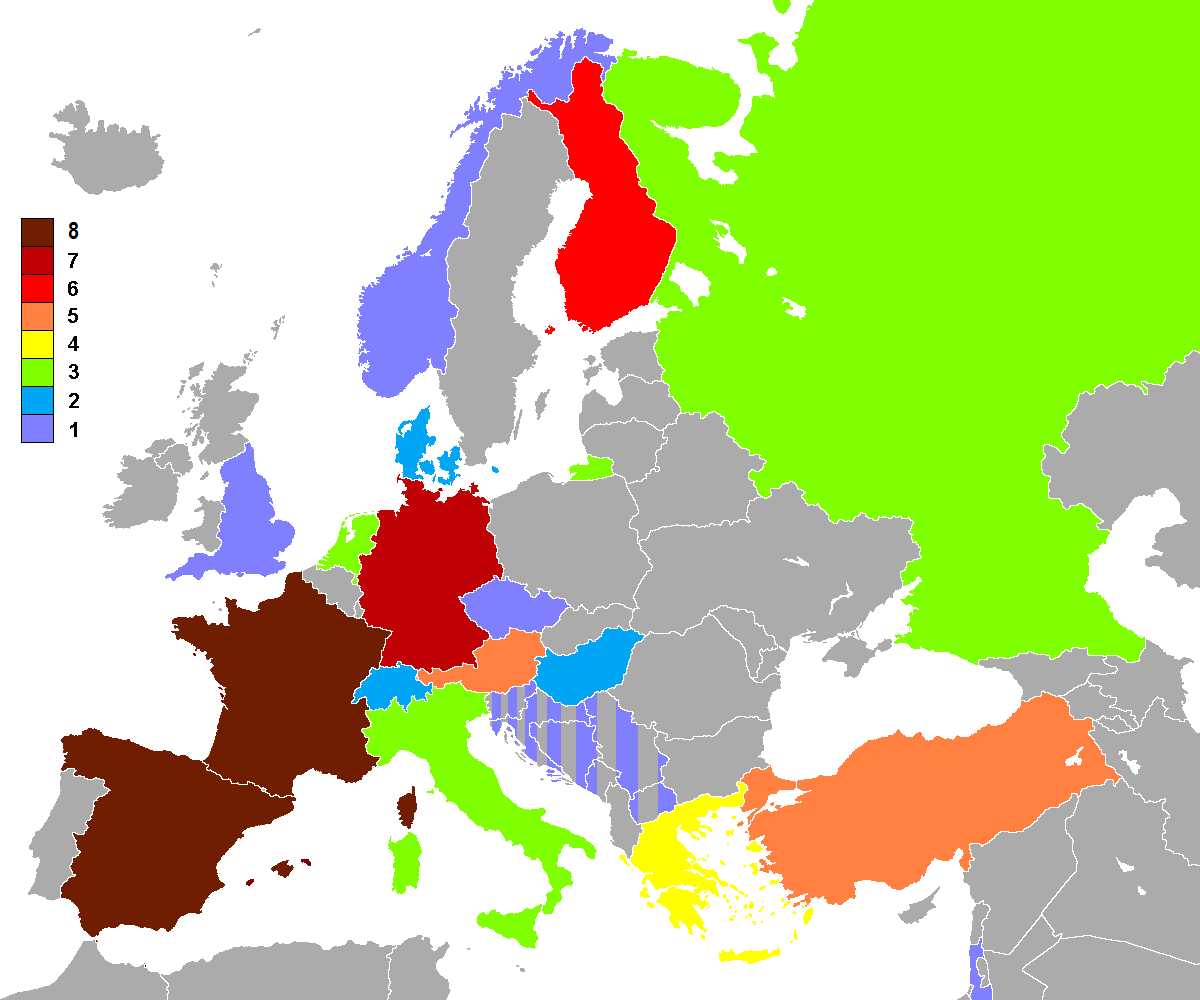
Países ganadores del certamen.

Miss Europa es un concurso de belleza femenina donde participan concursantes de las naciones del continente europeo. Fue establecido en el año 1928 por Roger Zeiler del French Committee of Elegance y Claude Berr. La mayoría de las ganadoras de Miss Europa ganaron sus competencias nacionales respectivas para el Miss Universo, Miss Mundo, Miss Tierra y Miss International.
Las ediciones recientes han incluido a misses de Israel y de Líbano. De hecho, en 2001 y 2002 los desfiles fueron llevados a cabo en Líbano, fuera de los límites geográficos de Europa. La licencia del desfile pasó a la compañía neerlandesa Endemol en 2003.

## Poseedoras del título Miss Europa

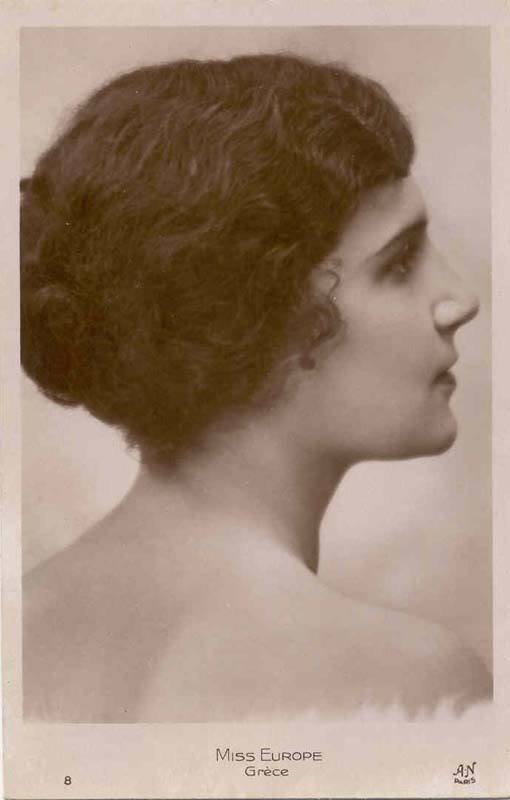
Miss Hellas 1930; Miss Europe 1930.

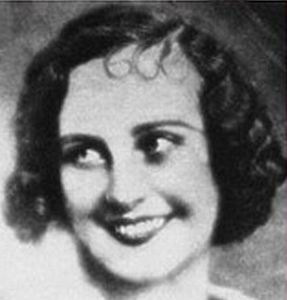
Miss Rusia (Paris) 1933; Miss Europe 1933.

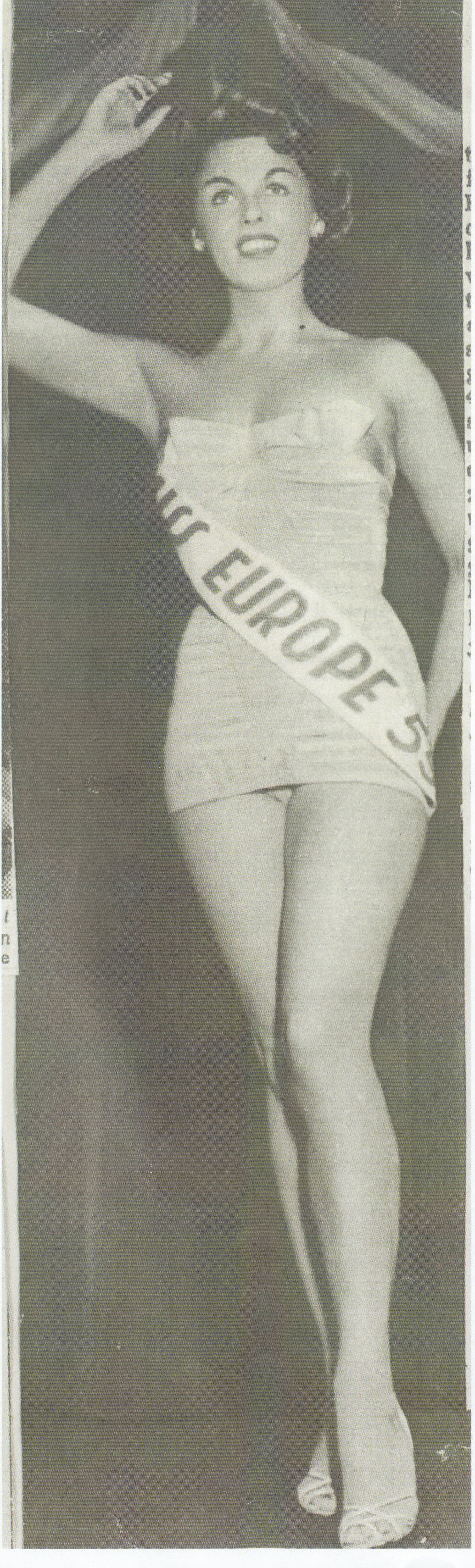
Miss Europe 1954-55.

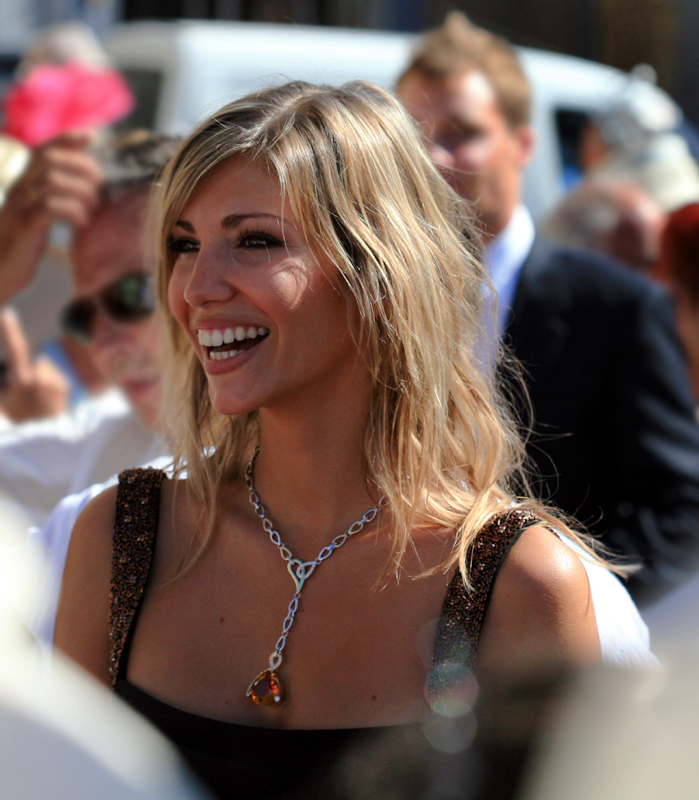
Alexandra Rosenfeld, Miss Europe 2006.

| Año       | Miss Europa                             | País            | Ciudad y país anfitriones                 |
| --------- | --------------------------------------- | --------------- | ----------------------------------------- |
| 1927      | Štefica Vidačić                         | Yugoslavia      | Viena, Austria                            |
| 1928      | No celebrado                            | No celebrado    | No celebrado                              |
| 1929      | Erzsébet (Böske) Simon                  | Hungría         | París, Francia                            |
| 1930      | Aliki Diplearakos                       | Grecia          | París, Francia                            |
| 1931      | Jeanne Juilla                           | Francia         | París, Francia                            |
| 1932      | Åse Clausen                             | Dinamarca       | Niza, Francia                             |
| 1933      | Tatiana Maslova                         | Rusia           | Madrid, España                            |
| 1934      | Ester Toivonen                          | Finlandia       | Hastings, Reino Unido                     |
| 1935      | Alicia Navarro Cambronero               | España          | Torquay, Reino Unido                      |
| 1936      | Antonia Arquès                          | España          | Túnez, Tunicia                            |
| 1937      | Britta Wikström                         | Finlandia       | Argel, Argelia                            |
| 1938      | Sirkka Salonen                          | Finlandia       | Copenhague, Dinamarca                     |
| 1939–1947 | No celebrado                            | No celebrado    | No celebrado                              |
| 1948      | Jacqueline Donny                        | Francia         | Enghien-les-Bains, Francia                |
| 1949      | Juliette Figueras                       | Francia         | Palermo, Italia                           |
| 1950      | Hanni Schall                            | Austria         | Rímini, Italia                            |
| 1951      | No celebrado                            | No celebrado    | No celebrado                              |
| 1952      | Günseli Başar                           | Turquía         | Nápoles, Italia                           |
| 1953      | Eloisa Cianni                           | Italia          | Estambul, Turquía                         |
| 1954      | Christel Schaack                        | Alemania        | Vichy, Francia                            |
| 1954      | Danièle Gerault                         | Francia         | Vichy, Francia                            |
| 1955      | Inga-Britt Söderberg                    | Finlandia       | Helsinki, Finlandia                       |
| 1956      | Margit Nünke                            | Alemania        | Estocolmo, Suecia                         |
| 1957      | Corine Spier-Rottschäfer                | Países Bajos    | Baden-Baden, Alemania                     |
| 1958      | Johanna (Hanni) Ehrenstrasser           | Austria         | Estambul, Turquía                         |
| 1959      | Christine Spatzier                      | Austria         | Palermo, Italia                           |
| 1960      | Anna Ranalli                            | Italia          | Beirut, Líbano                            |
| 1961      | Ingrun Helgard Möckel                   | Alemania        | Beirut, Líbano                            |
| 1962      | Maruja García Nicoláu                   | España          | Beirut, Líbano                            |
| 1963      | Mette Stenstad                          | Noruega         | Beirut, Líbano                            |
| 1964      | Elly Konie Koot                         | Países Bajos    | Beirut, Líbano                            |
| 1965      | Juliana Herm                            | Alemania        | Niza, Francia                             |
| 1966      | Maria Dornier                           | Francia         | Niza, Francia                             |
| 1967      | Francisca (Paquita) Torres Pérez        | España          | Niza, Francia                             |
| 1968      | Leena Marketta Brusiin                  | Finlandia       | Kinshasa, República Democrática del Congo |
| 1969      | Sasa Zajc                               | Yugoslavia      | Rabat, Marruecos                          |
| 1970      | Noelia Alfonso Cabrera                  | España          | El Pireo, Grecia                          |
| 1971      | Filiz Vural                             | Turquía         | Túnez, Túnez                              |
| 1972      | Monika Sarp                             | Alemania        | Estoril, Portugal                         |
| 1973      | Anke Maria Groot                        | Países Bajos    | Kitzbühel, Austria                        |
| 1974      | María Isabel (Maribel) Lorenzo Saavedra | España          | Viena, Austria                            |
| 1975      | No celebrado                            | No celebrado    | No celebrado                              |
| 1976      | Riitta Inkeri Väisänen                  | Finlandia       | Rodas, Grecia                             |
| 1977      | No celebrado                            | No celebrado    | No celebrado                              |
| 1978      | Eva Maria Düringer                      | Austria         | Helsinki, Finlandia                       |
| 1979      | No celebrado                            | No celebrado    | No celebrado                              |
| 1980      | Karin Zorn                              | Austria         | Puerto de la Cruz, España                 |
| 1981      | Anne Mette Larsen                       | Dinamarca       | Birmingham, Inglaterra                    |
| 1982      | Nazli Deniz Kuruoğlu                    | Turquía         | Estambul, Turquía                         |
| 1983      | No celebrado                            | No celebrado    | No celebrado                              |
| 1984      | Neşe Erberk                             | Turquía         | Bad Gastein, Austria                      |
| 1985      | Juncal Rivero Fadrique                  | España          | Maguncia, Alemania                        |
| 1986–1987 | No celebrado                            | No celebrado    | No celebrado                              |
| 1988      | Michela Rocco di Torrepadula            | Italia          | Ragusa, Italia                            |
| 1989–1990 | No celebrado                            | No celebrado    | No celebrado                              |
| 1991      | Susanne Petry                           | Alemania        | Dakar, Senegal                            |
| 1991      | Katerina Michalopoulou                  | Grecia          | Dakar, Senegal                            |
| 1992      | Marina Tsintikidou                      | Grecia          | Atenas, Grecia                            |
| 1993      | Arzum Onan                              | Turquía         | Estambul, Turquía                         |
| 1994      | Lilach Ben-Simon                        | Israel          | Estambul, Turquía                         |
| 1995      | Monika Žídková                          | República Checa | Estambul, Turquía                         |
| 1996      | Marie-Claire Harrison                   | Inglaterra      | Tirana, Albania                           |
| 1997      | Isabelle Darras                         | Grecia          | Grecia                                    |
| 1998      | No celebrado                            | No celebrado    | No celebrado                              |
| 1999      | Yelena Rogozhina                        | Rusia           | Beirut, Líbano                            |
| 2000      | No celebrado                            | No celebrado    | No celebrado                              |
| 2001      | Elodie Gossuin                          | Francia         | Beirut, Líbano                            |
| 2002      | Svetlana Koroleva                       | Rusia           | Beirut, Líbano                            |
| 2003      | Zsuzsanna Laky                          | Hungría         | Nogent-sur-Marne, Francia                 |
| 2004      | No celebrado                            | No celebrado    | No celebrado                              |
| 2005      | Shermine Shahrivar                      | Alemania        | París, Francia                            |
| 2006      | Alexandra Rosenfeld                     | Francia         | Kiev, Ucrania                             |
| 2007–2015 | No celebrado                            | No celebrado    | No celebrado                              |
| 2016      | Diana Starkova                          | Francia         | Beirut, Líbano                            |
| 2017      | Diana Kubasova                          | Letonia         | Seúl, Corea del Sur                       |
| 2018      | Anna Shornikova                         | Ucrania         | Torre Eiffel, Paris, Francia              |
| 2018      | Anastasiya Ammosova                     | Rusia           | Torre Eiffel, Paris, Francia              |
| 2019      | Andrea de las Heras                     | España          | Cannes, Francia                           |
| 2020      | Lara Jalloh                             | Francia         | París, Francia                            |
| 2021      | Anastasia Prodanov                      | Serbia          | Vösendorf, Austria                        |
| 2022      |                                         |                 |                                           |

### Países ganadores
| País/Territorio | Títulos ganados | Años                                                 |
| --------------- | --------------- | ---------------------------------------------------- |
| Francia         | 9               | 1931, 1948, 1949, 1954, 1966, 2001, 2006, 2016, 2020 |
| España          | 8               | 1935, 1936, 1962, 1967, 1970, 1974, 1985, 2019       |
| Alemania        | 7               | 1954, 1956, 1961, 1965, 1972, 1991, 2005             |
| Finlandia       | 6               | 1934, 1937, 1938, 1955, 1968, 1976                   |
| Austria         | 5               | 1950, 1958, 1959, 1978, 1980, 2021                   |
| Turquía         | 5               | 1952, 1971, 1982, 1984, 1993                         |
| Rusia           | 4               | 1933, 1999, 2002, 2018                               |
| Grecia          | 4               | 1930, 1991, 1992, 1997                               |
| Italia          | 3               | 1953, 1960, 1988                                     |
| Países Bajos    | 3               | 1957, 1964, 1973                                     |
| Hungría         | 2               | 1929, 2003                                           |
| Yugoslavia      | 2               | 1927, 1969                                           |
| Dinamarca       | 2               | 1932, 1981                                           |
| Suiza           | 2               | 1926, 1951                                           |
| Serbia          | 1               | 2021                                                 |
| Ucrania         | 1               | 2018                                                 |
| Letonia         | 1               | 2017                                                 |
| Inglaterra      | 1               | 1996                                                 |
| República Checa | 1               | 1995                                                 |
| Israel          | 1               | 1994                                                 |
| Noruega         | 1               | 1963                                                 |

## Enlaces
- Página web oficial de Miss Europa Archivado el 15 de junio de 2017 en Wayback Machine.